# The Brood
The Brood foi uma stable conhecida por sua estadia na World Wrestling Federation durante a Attitude Era nos anos 1990. A stable foi composta por Gangrel, Christian, e Edge. O grupo consistia em um clã de vampiros, embora muitas vezes eles fossem meramente descritos como "góticos".

## História

### O começo
Todos os três membros originais do The Brood estrearam em 1998. Edge fez sua estréia na WWF no Raw is War de 22 de junho, como um personagem solitário que entrava no ringue vindo do meio da multidão. Gangrel, conhecido anteriormente como o Guerreiro Vampiro, fez sua estréia na WWF no Sunday Night Heat de 16 de agosto. Christian estreou em 27 de setembro no In Your House: Breakdown em 1998, distraindo Edge, que posteriormente perdeu a luta para Owen Hart. Christian foi apresentado como o irmão do Edge (kayfabe),mas na realidade, os dois eram amigos de infância.
Christian se aliou a Gangrel em sua feud com Edge. Eventualmente, o Edge foi convencido a se juntar a eles, formando uma stable conhecida como "The Brood".

### Gimmick
Eles muitas vezes faziam sua entrada atravessando um anel de fogo, com Gangrel levando um cálice de "sangue". Geralmente, Gangrel tomava um gole desse cálice (e às vezes, passava a Edge ou Christian para o beberem) para depois cuspi-lo para a multidão. Uma das marcas do grupo, era dar em seus adversários um "banho de sangue", antes ou depois de suas lutas. Um "banho de sangue" consistia nas luzes na arena serem desligadas e piscarem em um tom vermelho durante a vinda de Gangrel, e em seguida, as luzes da arena se ligavam novamente para revelar o alvo banhado em "sangue". O trio tinha em semelhante os longos cabelos loiros. Ambos Gangrel e Christian usavam camisetas brancas e calças escuras, enquanto Edge usava também um casaco de couro que ele usava muito antes de se juntar ao grupo.

### Aliança com o Ministry of Darkness
Em fevereiro de 1999, os The Brood começaram uma rivalidade com o Ministry of Darkness de Undertaker. No fim da feud, o The Brood se aliou ao Ministry. Em março, após a Hell in a Cell entre Undertaker e Big Boss Man na WrestleMania XV, Edge, Christian e Gangrel foram conduzidos até o topo da gaiola do teto. Eles fizeram um buraco na cela, por onde baixaram uma corda, que amarraram no topo da cela, e amarrou Boss Man em uma corda pendurada lá mesmo no topo da gaiola. O The Brood foram muitas vezes vítimas de espancamentos nas mãos do Ministry, tanto para provar a sua lealdade à Undertaker quanto para puni-los pelos seus erros. Em uma ocasião, Undertaker condenou Christian a ser açoitado por seus colegas do The Brood, depois que ele foi forçado a revelar a Ken Shamrock a localização de Stephanie McMahon, quando Shamrock fez em Christian um Ankle Lock. Edge e Gangrel se recusaram a faze-lo, porque eram mais leais a Christian do que ao Ministry. Em vez de atacar os Acólitos, por ordens de Undertaker, o bando desertou, tornando-se os únicos membros do Ministry a desertar da stable antes da sua com a Corporation.

### Fim
Em junho de 1999, The Brood começou a rivalizar com os Hardy Boyz. Nesse tempo, Edge e Christian encontraram seu sucesso como uma tag team, sendo que Gangrel atacou Edge por ciúmes. Gangrel tentou convencer Christian a fazer o mesmo, Christian recusou, e ambos expulsaram Gangrel da stable, acabando com a mesma.

## New Brood

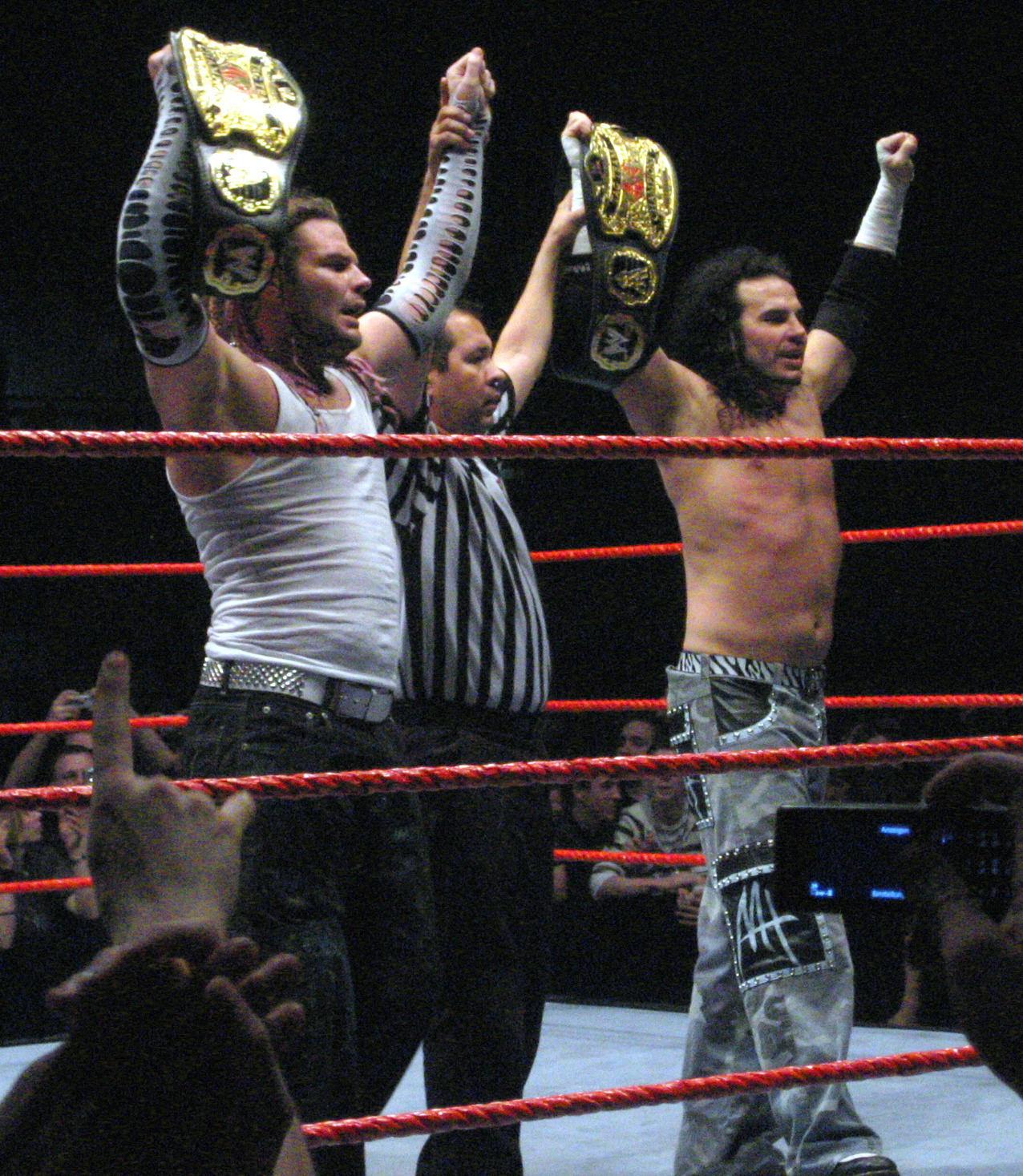
Os Hardys (Jeff na esquerda, Matt na direita)

O New Brood foi formado após os Hardy Boyz despejarem Hayes como seu manager, em agosto de 1999, tornando-se heels e rapidamente associado-se com Gangrel. Depois de vencer uma série de partidas contra a equipe de Edge e Christian, apelidada de "Terri Invitational Tournament ", ganharam os serviços de Terri Runnels como sua manager ao vencer a primeira TLC Match da história no No Mercy, derrotando Edge e Christian. Os fãs aplaudiram de pé a luta das duas equipes no Raw is War seguinte. Naquele mesmo Raw, os Hardy Boyz anunciaram que eles não eram o New Brood, eles eram os Hardy Boyz. Eles deram uma trégua à Edge e Christian, e o quarteto atacou Gangrel, terminando a sua associação com ambas as equipes. Terri tornou-se manager dos Hardy Boyz, mas se desentendeu com eles depois de um curto período de tempo. Os Hardys mais tarde se uniram a Lita para formar o Team Xtreme.

### Eventos Posteriores
Ambos Edge e Christian e os Team Xtreme foram bem sucedidas tag teams, vencendo o WWF Tag Team Championship várias vezes, e Edge, Christian e ambos os Hardys, também tiveram sucesso em suas carreiras individuais, o maior exemplo foi Edge, que conquistou 11 títulos mundiais e se tornou um WWE Hall of Famer. Enquanto isso, Gangrel foi aos poucos sumindo dos ecrãs da WWE, fazendo papéis cada vez menores, até partir para o circuito independente.

## No Wrestling
- Finishers
  - Blood Spit

- Temas de Entrada
  - "Blood" de Jim Johnston

## Títulos e Conquistas
- World Wrestling Federation/Entertainment
  - WWF Light Heavyweight Championship - 1 vez - Christian

- Pro Wrestling Illustrated
  - PWI classificou Jeff Hardy em #76 dos 500 melhores wrestlers de 1999[10]
  - PWI classificou Edge em #83 dos 500 melhores wrestlers de 1999[10]
  - PWI classificou Christian em #90 dos 500 melhores wrestlers de 1999[10]
  - PWI classificou Matt Hardy em #100 dos 500 melhores wrestlers de 1999[10]
  - PWI classificou Gangrel em #102 dos 500 melhores wrestlers de 1999[10]